# Florent Ntsiba
Florent Ntsiba (aussi orthographié Tsiba) est un homme politique congolais, ancien officier dans l'armée, né le 17 août 1949 à Lékana (Plateaux). Il est directeur du cabinet du chef de l'État, avec rang de ministre d'État, depuis le 22 août 2017.
Il fut auparavant également ministre de l'Information, des Postes et Télécommunications (1979-1983), ministre de l’Équipement chargé de l'Environnement (1989-1991), puis ministre de l’Équipement et des Travaux publics (1997-2009) et enfin ministre du Travail et de la Sécurité Sociale (2009-2016).

## Biographie

### Jeunesse et études
Né le 17 août 1949 à Lékana, Florent Ntsiba est issu de l'ethnie téké. Il étudie au collège Marcellin Champagnat et au petit séminaire Saint Pie X de Makoua, ainsi qu'au lycée Savorgnan de Brazza à Brazzaville.

### Carrière militaire
Florent Ntsiba devient par la suite officier dans l'armée, ainsi que directeur de cabinet du ministre de la Défense de 1975 à 1977. « Compagnon de lutte » de Marien Ngouabi, il fait partie des 11 membres du Comité militaire du parti (CMP) mis en place à la suite de l'assassinat de ce dernier le 18 mars 1977, et chargé de gérer la crise. Avec les autres membres du comité, il participe à la rédaction du communiqué nécrologique ayant annoncé la mort du Président au public. 
Il reste membre du CMP jusqu'en 1979, puis il soutient Denis Sassou-Nguesso lors de son coup d’État le 5 février 1979.  

### Carrière politique
Denis Sassou-Nguesso le récompense de son soutien en le nommant membre du bureau politique du Parti congolais du travail (PCT), ainsi que ministre de l'Information, des Postes et Télécommunications (1979-1983),. 
Au début des années 1980, Florent Ntsiba aurait participé à la création clandestine d'un « Front de libération des Batékés et des Bangangoulou » (Frolibaba), groupe de pression dont le but était de faire accéder et de maintenir les tékés à des postes de pouvoir. Il aurait dans ce but utilisé sa position de ministre pour favoriser le recrutement de tékés issus des Plateaux et du Lékoumou.
En 1983, il est accusé d'« inconséquence idéologique » car soupçonné d'avoir des pratiques fétichistes. Des tracts anti-gouvernementaux auraient aussi été retrouvés chez lui. Il est alors exclu du bureau politique et suspendu du comité central du PCT, ainsi que démis en mai 1983 de son poste de ministre, remplacé par Daniel Abibi. 
Le 13 août 1989, il revient en grâce et est nommé ministre de l’Équipement, chargé de l'Environnement, jusqu'en 1991. Puis, lors du retour de Denis Sassou-Nguesso au pouvoir en 1997, ministre de l’Équipement et des Travaux Publics jusqu'en 2009. Il fut aussi brièvement ministre de la Construction à partir de 2001 à la suite de la démission de Martin M'beri de ce poste, puis fut remplacé à partir du 18 août 2002 par Claude Alphonse Nsilou,.
Le 15 septembre 2009, Florent Ntsiba est nommé ministre du Travail et de la Sécurité Sociale, succédant à Gilbert Ondongo. Lors de la nomination du nouveau gouvernement le 30 avril 2016, un mois après la réélection de Denis Sassou-Nguesso, il n'est pas reconduit à son poste et est remplacé par le 6 mai par Emile Ouosso
Le 22 août 2017, il fait son entrée dans le gouvernement Mouamba II en étant nommé directeur du cabinet du chef de l'État, avec rang de ministre d'État. C'est d'ailleurs lui qui annonce publiquement la liste du nouveau gouvernement. Il succède à ce poste à Firmin Ayessa.